# Râul Bulătău
Râul Bulătău este un afluent al râului Ața. 

## Hărți
- Harta Munții Tarcău  Arhivat în 22 februarie 2010, la Wayback Machine.